# Російський жіночий фашистський рух
Російський жіночий фашистський рух — жіноча організація Всеросійської фашистської партії, створена в Харбіні з метою об'єднання дівчат і жінок Росії, які поділяють ідеї партії. Існувала в 1934—1943 роках в Маньчжоу-го. Ідеологія РЖФР — російський фашизм, який визначається головним гаслом російських фашистів: «Бог, Нація, Праця». Рух об'єднував російських дівчат і жінок у віці від 20 до 40 років. Організація діяла у відповідності з положенням № 11 «Про Російський жіночий фашистський рух».

## Становлення організації
Організація створена 29 березня 1934 року і фактично була єдиною політичною організацією російської еміграції, яка об'єднувала російських дівчат і жінок у віці від 20 до 40 років. Згідно з Положенням, Рух виступав за національну трудову Росію, побудовану на корпоративній системі російського фашизму, в якій жінка зайняла б «за правом їй належне місце — носительки ідеї краси і берегині сімейного вогнища (дружини, матері), належним чином забезпечене законом».
Організація складалася з центрального керівництва та місцевих організацій РЖФР. Центральним керівництвом був Керівний центр РЖФР і його органи, місцевими організаціями — вогнища, райони і відділи РЖФР. За соціальним складом члени руху були службовцями: працівниками місцевих газет і журналів, банків та інших установ.

## Розвиток організації, діяльність
Російський жіночий фашистський рух входив до Всеросійської фашистської партії (ВФП) як автономна організація-секції, що діє за нормами, вироблюваними керівним центром РЖФР і затверджується головою ВФП. Керівний центр РЖФР призначався на з'їздах ВФП. Загальне керівництво роботою Руху належало главі ВФП через керівний центр РЖФР. Постанови керівного центру РЖФР набували чинності після затвердження їх главою ВФП.

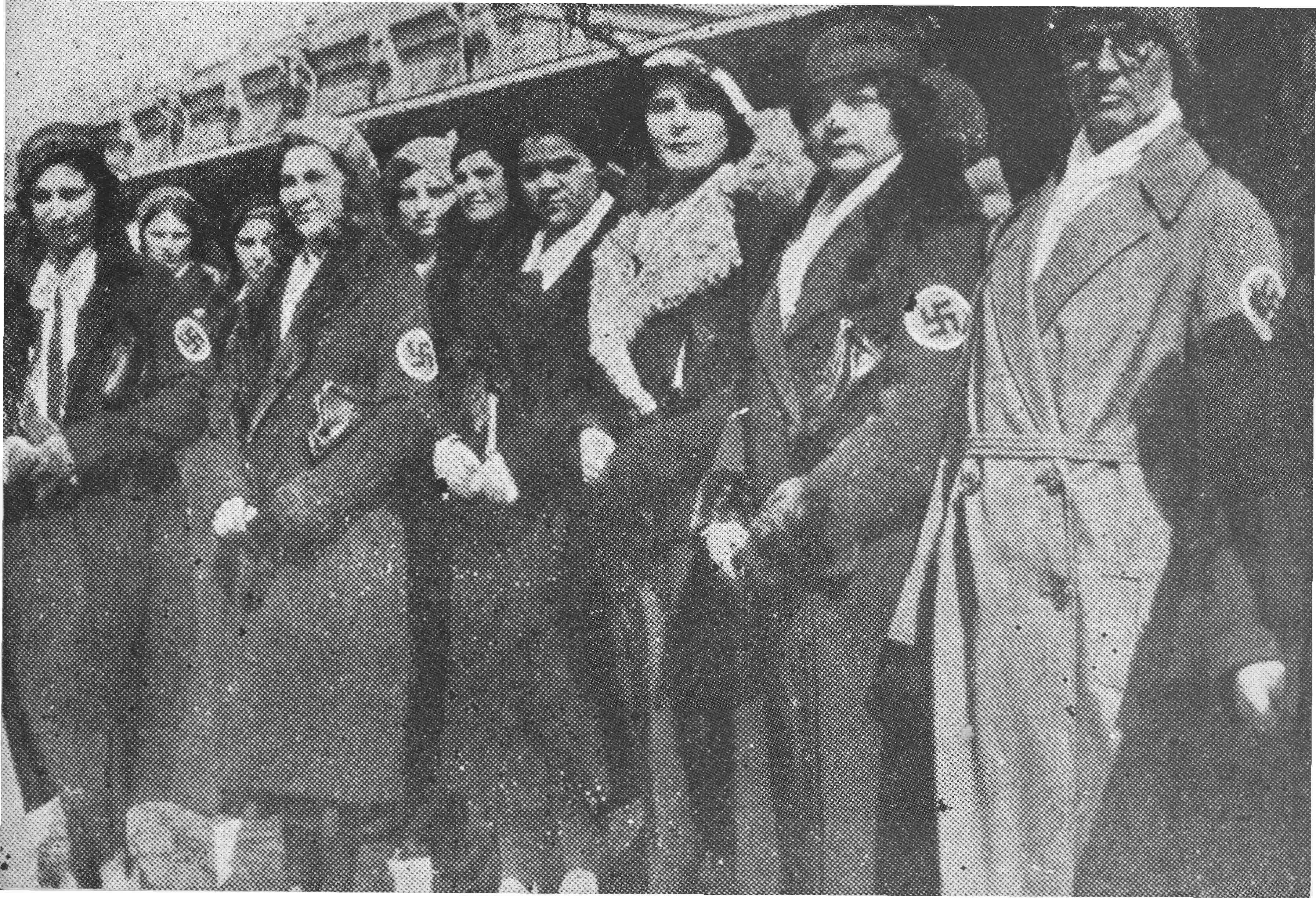
Учасниці РЖФР зустрічають А. А. Вонсяцького на харбінському вокзалі

Керівний центр РЖФР складався з голови, яка вважалася також головою всього РЖФР у цілому, її заступниці, секретарки, яка вважалася також секретаркою всього РЖФР у цілому, скарбника і начальниць відділів Керівного центру — відділу пропаганди, відділу підготовки.
Місцеві організації РЖФР складалися з фашисток різних категорій співчуваючих, кандидаток, дійсних членкинь, членкинь активу, зарахованих у відповідну організацію розпорядженням її керівного органу. Вогнищем називалася група фашисток від 2 до 5 осіб, районом — група вогнищ певній території, відділом — група вогнищ або районів певної значної території. До кінця 1936 року було створено відділи РЖФР у Харбіні, Хайларі, вогнища в Шанхаї, Тяньцзіні, Сіньцзіні, Сан-Франциско, Чифу, на о. Манілі, у Мукдені, на ст. Маньчжурія, Хорхонті, Цаголі, Чжалайроні (два останніх вогнища 1937 року перетворено на Маньчжурський район РЖФР).
Вогнище очолювала старша вогнища, район — начальниця району, відділ — начальниця відділу, які призначалися вищими начальницями і затверджувалися керівним центром РЖФР. Кожна начальниця в поточній роботі підпорядковувалась начальнику однойменної організації ВФП, від імені місцевої організації ВФП входила в дорадчий орган при ньому. При начальниці району функціював дорадчий орган — Районний центр РЖФР, при начальниці відділу — місцевий Центр відділу РЖФР.
Основними напрямками діяльності були агітаційна робота і виховна робота з молоддю і дітьми. На агітаційних заходах членкині руху робили доповіді за такими темами, як «Трагедія російської жінки в радянській літературі», «Положення російської жінки в СРСР і за кордоном», «Про обов'язок російської жінки» тощо. Членкині Руху ставили вистави, концерти, декламації віршів, організовували бали і вечори. При РЖФР було організовано курси крою та шиття, курси рукоділля, а також сестер милосердя. Членкині організації очолювали дочірні дитячі організації ВФП: Союз юних фашистів — Авангард, Союз юних фашисток — Авангард, Союз фашистських крихіток.
1 березня 1941 року організацію було перейменовано на «Союз руських жінок». Організація заборонена 1943 року японцями, що панували в окупованій Маньчжурії, разом з іншими партійними організаціями.

## Символіка РЖФР
Російський жіночий фашистський рух мав символіку: прапор, привітання, гімн, значок — спільні з ВФП, і форму — особливу для фашисток: біла блузка з чорною спідницею і чорною краваткою-бантом; білий колір символізує чисту жіночність, чорний колір — фашизм, на лівому рукаві — загальнопартійна свастика.
РЖФР з 1935 року видавав щомісячну газету «Пробудження»; з 1936 року вона стала видаватися раз на два тижні.

## Голови Керівного центру
- Шейна Румянцева (1934)[10]
- Валентина Абаїмова (1934 — липень 1936)[11]
- Євлалия Охотіна (липень 1936 — липень 1943)[4], дружина Лева Охотіна